# Nana Falemi
Nana Falemi, właśc. N’Gassam Nana Falemi  (ur. 5 maja 1974 w Bukareszcie) – kameruński piłkarz, pochodzenia rumuńskiego. W trakcie kariery występował na pozycji pomocnika.

## Kariera piłkarska

### Klubowa
Nana Falemi początkowo występował w drużynach ze stolicy Rumunii – Voințcie, Viscofilu i Chimii. W 1997 roku trafił do Petrolul Ploeszti, gdzie w ciągu czterech sezonów rozegrał 55 spotkań, w których zdobył 2 bramki. W 2000 roku podpisał kontrakt ze Steauą Bukareszt. W sezonach 2000/2001 oraz 2004/2005 triumfował z drużyną w rozgrywkach obecnej Ligi I. Potem kontynuował karierę w FC Vaslui, Wołyni Łuck, Jiangsu Shuntian, Dunărei Giurgiu, Gaz Metan Mediaș, aż w końcu w 2009 roku zakończył karierę w Qingdao Jonoon.

### Reprezentacyjna
Nana Falemi, w reprezentacji Kamerunu zadebiutował w 2003 roku. Został powołany na Puchar Konfederacji 2003, zaś w 2004 roku na Puchar Narodów Afryki 2004.